# Myripristis berndti
Myripristis berndti là một loài cá biển thuộc chi Myripristis trong họ Cá sơn đá. Loài này được mô tả lần đầu tiên vào năm 1903.

## Từ nguyên
Từ định danh berndti được đặt theo tên của Louis E. (hoặc E. Louis) Berndt, Trưởng ban quản lý chợ cá Honolulu, nơi mẫu định danh của loài cá này được thu thập.

## Phạm vi phân bố và môi trường sống
Từ Đông Phi và Nam Phi, M. berndti có phân bố rộng khắp khu vực Ấn Độ Dương - Thái Bình Dương, trải dài về phía đông đến tận các hòn đảo ở Đông Thái Bình Dương, ngược lên phía bắc đến quần đảo Ryukyu và quần đảo Ogasawara (Nhật Bản), cũng như quần đảo Hawaii và rạn san hô vòng Midway, xa về phía nam đến đảo Lord Howe (Úc), quần đảo Kermadec (New Zealand) đảo Rapa Iti (Polynésie thuộc Pháp); ở Đông Thái Bình Dương, M. berndti cũng được ghi nhận ở mũi cực nam bán đảo Baja California và về phía nam đến Ecuador. Ở Việt Nam, M. berndti đã được ghi nhận tại quần đảo Trường Sa.
M. berndti được tìm thấy ở vùng nước có độ sâu khoảng 3–160 m, thường hợp thành từng nhóm và ẩn mình trong hang hốc và dưới gờ đá vào ban ngày.

## Mô tả
Chiều dài cơ thể lớn nhất được ghi nhận ở M. berndti là 30 cm. Loài này có màu đỏ, tâm vảy có màu trắng bạc ở hai bên thân và dưới bụng. Vệt đen trên nắp mang. Gốc vây ngực cũng có màu đen. Nửa trên của phần gai vây lưng màu vàng hoặc vàng cam, nửa trong cũng như toàn bộ các vây còn lại là màu đỏ và có viền trắng ở mép.
Số gai ở vây lưng: 11; Số tia vây ở vây lưng: 13–15; Số gai ở vây hậu môn: 4; Số tia vây ở vây hậu môn: 11–13; Số tia vây ở vây ngực: 15; Số vảy đường bên: 28–31.

## Sinh thái học
M. berndti là loài ăn đêm, và thức ăn chủ yếu của chúng là sinh vật phù du.
M. berndti có thể tạo ra âm thanh nhờ vào một đôi cơ bên ở phía trước xương sọ và bong bóng cá, cũng như hai xương sườn đầu tiên và xương vai cá ở phía sau. Có 4 loại âm thanh được ghi lại ở M. berndti, được chia làm hai nhóm: gây hấn (tiếng gầm gừ hoặc tiếng gõ cửa) và cảnh báo (tiếng khịt hoặc tiếng ngắt âm).

## Thương mại
M. berndti thường được khai thác trong ngành ngư nghiệp.